# Daniel B. Lucas
Daniel Bedinger Lucas (ur. 1836, zm. 24 czerwca 1909) – amerykański prawnik i poeta. 

## Życiorys
Urodził się 16 marca 1836 w Charles Town w stanie Wirginia, na obecnym terenie Wirginii Zachodniej. Jego ojciec William Lucas i wujowie Edward Lucas i Henry Bedinger reprezentowali Lower Valley w Kongresie. Jego matka, Virginia Bedinger, była córką Daniela Bedingera, uczestnika Wojny o niepodległość Stanów Zjednoczonych. W dzieciństwie Daniel doznał  poważnego urazu kręgosłupa. Mimo to zaciągnął się do armii w czasie Wojny secesyjnej. W latach 1851–1852 studiował na University of Virginia. Został prawnikiem. Po zakończeniu wojny domowej aż do 1870 nie mógł praktykować z powodu niezłożenia przysięgi lojalności. W 1869 poślubił Lenę T. Brooke z Richmond. 

## Twórczość
Opublikował między innymi tomik The Wreath of Eglantine, and Other Poems (1869). Wydał też The Maid of Northumberland (1879) i Ballads and Madrigals (1884). Jego najbardziej znanym wierszem jest In the Land Where We Were Dreaming. Jako autor wierszy przedstawiających konfederacki punkt widzenia był nazywany "poetą przegranej sprawy", podobnie jak wielu innych literatów z południa.